# Плютей олений
Плютей олений (лат. Plúteus cervínus) — съедобный гриб из рода плютей семейства Pluteaceae. Русское название гриба является калькой с латинского; также используется название «олений гриб».
Согласно распространённой интерпретации, своё название гриб получил потому, что он охотно поедается оленями, либо за коричневый («олений») цвет шляпки. В действительности же видовой эпитет cervinus объясняется тем, что цистиды гриба (крупные клетки гимениального слоя) оканчиваются зубцами.
В системе рода Плютей С. П. Вассера этот вид относится к секции Pluteus подрода Pluteus, в системе Э. Веллинги к секции Pluteus.
Синонимы:
- Русские: плютей бурый, плютей тёмно-волокнистый, олений гриб[5]
- Латинские:[6]
  - Agaricus cervinus Schaeff., 1774basionym
  - Agaricus pluteus Batsch, 1783
  - Agaricus curtisii Berk., 1849
  - Pluteus curtisii (Berk.) Sacc., 1887
  - Agaricus fertilis Pers., 1801
  - Gymnopus fertilis (Pers.) Gray, 1821

## Описание[7]
Шляпка диаметром 4—10 (15) см, у отдельных экземпляров может достигать 24 см; ширококолокольчатая, затем выпукло- или плоскораспростёртая, со слабо намеченным бугорком в центре. Поверхность шляпки гладкая, шелковистая; радиально-волокнистая, в зрелости часто радиально-растрескивающаяся; сухая, либо слабослизистая (во влажную погоду). Цвет шляпки, как правило, серый, серовато-коричневый, хотя может варьироваться до тёмно-коричневого и чёрного; в центре шляпка обычно более тёмная, по краю полосатая, слабо-рубчатая; в сухую погоду склонна выцветать.
Мякоть белая, мягкая, ломкая, в ножке волокнистая, жёсткая, без особого запаха и вкуса, либо со слабым редисочным запахом. При срезе цвет мякоти не меняется.
Пластинки 10—15 мм шириной, частые, у ножки свободные, у края шляпки закруглённые, широкие, толстые, у молодых грибов беловатые, затем, по мере созревания спор, розовые, у старых грибов мясо-красного цвета.
Ножка 5—15 × 0,8—2 см, цилиндрическая, плотная, сплошная, белая или беловато-серая, с продольными бурыми волокнами, которые обычно светлеют по направлению к шляпке, реже с муаровым рисунком, часто слабо-вздутая, булавовидная у основания; бывает сильно изогнутой. Легко отделяется от шляпки.
Споровый порошок розовый. Споры 8—9 х 5—6 мкм, коротко-эллипсоидные, гладкие, розоватые. Цистиды с толстыми стенками и апикальными придатками («рожками»).

## Произрастание
Гриб-сапрофит. Широко распространён в северной умеренной зоне. Растёт в лиственных, реже хвойных, лесах, парках и садах на разлагающейся древесине всех видах, включая гниющие пни, стволы и ветки деревьев лиственных (берёза, дуб), иногда хвойных (сосна) пород, валежник, кучи коры, изредка встречается на земле возле пней. Обильно развивается на опилках и древесной щепе. Особенно часто встречается в местах вырубок. Произрастает одиночно или малыми группами. В России встречается с конца мая до конца октября, в средней полосе Европейской части России наиболее обилен с середины июня до начала июля и с конца июля до конца августа. Обычен даже в засушливые годы.

## Сходные виды
Род плютей насчитывает более 140 видов, некоторые из которых трудноразличимы между собой.
- Плютей чернокрайний, Pluteus atromarginatus (Singer) Kühn., — более редкий вид, который отличается черноватой шляпкой и тёмно окрашенными краями пластинок. Растёт на полусгнивших деревьях хвойных пород.
- Плютей Поузара, Pluteus pouzarianus Singer, отличается наличием пряжек на гифах, что различимо лишь под микроскопом. Развивается на деревьях мягких пород, лишён отчётливого запаха.
- Схожие представители родственного рода Volvariella отличаются наличием вольвы.
- Схожие представители рода Entoloma имеют приросшие пластинки вместо свободных. Растут на почве.
- Коллибия широкопластинчатая, Megacollybia platyphylla (Pers.) Kotl. & Pouzar, — несъедобный или условно-съедобный гриб, отличается редкими, беловатыми или кремовыми пластинками и характерными тяжами в основании ножки.

## Употребление
Съедобный гриб низкого качества (4 категория). В некоторых источниках отнесён к категории несъедобных грибов. Пищевые качества посредственные; мякоть водянистая, имеет неопределённый вкус и неприятный запах, который сохраняется после отваривания.